# ラムゼイ・ハント症候群
ラムゼイ・ハント症候群またはラムゼー・ハント症候群（英: Ramsay Hunt Syndrome）とは、帯状疱疹ウイルスの感染により、耳介とその周辺（頚部、後頭部）、外耳道にヘルペスが生じ、耳痛、顔面神経麻痺、内耳神経の症状（難聴、耳鳴り、眩暈）をきたしたもの。